# A20重戦車
A20重戦車（英語: A20 heavy tank）は、マチルダII歩兵戦車とバレンタイン歩兵戦車を代替する歩兵戦車を必要としたイギリス陸軍の要求に応えるため、ハーランド＆ウルフ社が開発した戦車（歩兵戦車、重戦車）である。

## 概要
A20は第一次世界大戦のような戦線の状況を想定して設計された。戦車の仕様書はウーリッジの戦車設計監督官によって作成され、機械化委員会による設計を経て、詳細な作業と試作のためにハーランド＆ウルフ社に渡された。1940年2月までには4台の試作車両が発注され、A20E1とA20E2の2種が製造された。最初の試作車両は1940年6月に試験が実施された。 8月に北アイルランドからボクスホール・モーターズ社へ砲塔無しの状態で送られ、その後ファーンボローの機械戦実験施設（Mechanical Warfare Experimental Establishment、MWEE）へ輸送された。
しかし、フランスでの戦闘は、第二次世界大戦において従来の塹壕戦が通用しないことを示唆していた。このため新しい仕様A22が策定され、A20に適した原動機（ベッドフォードの「ツインシックス」エンジン）を必要としていたボクスホール社に、A20に基づく戦車をできるだけ早急に生産するよう指示が下された。この戦車は「歩兵戦車Mk.IV」、後に「チャーチル歩兵戦車」と命名され、運用が開始された。チャーチルの1号機は1940年11月までに完成した。
1940年6月、A20の発注100台を取り消し、軟鋼製の試作車両4台を部品の試験に転用することが決定された。A20E1はMWEEからクライストチャーチの架橋実験施設（Experimental Bridging Establishment）に移動したあと再びファーンボローに輸送され、今度は車輪付き車両実験施設（Wheeled Vehicles Experimental Establishment）に移された。そこでデアハムのクレーンズ社が製造した70トン積載可能な20輪の戦車運搬用トレーラーの試験用貨物として使用された。